# (5935) Ostankino
(5935) Ostankino es un asteroide perteneciente al cinturón de asteroides, región del sistema solar que se encuentra entre las órbitas de Marte y Júpiter, más concretamente a la familia de Eunomia, descubierto el 13 de marzo de 1977 por Nikolái Stepánovich Chernyj desde el Observatorio Astrofísico de Crimea (República de Crimea).

## Designación y nombre
Designado provisionalmente como 1977 EF1. Fue nombrado Ostankino en homenaje a un distrito de Moscú que incluía la aldea Ostankino, la sede del país del siglo XVIII de los condes Sheremetev. Entre los lugares de interés hay un museo de casa de campo, torre y centro de televisión, y el Museo Memorial de la Cosmonáutica.

## Características orbitales
Ostankino está situado a una distancia media del Sol de 2,607 ua, pudiendo alejarse hasta 2,850 ua y acercarse hasta 2,365 ua. Su excentricidad es 0,092 y la inclinación orbital 13,89 grados. Emplea 1538,21 días en completar una órbita alrededor del Sol.

## Características físicas
La magnitud absoluta de Ostankino es 12,9. Tiene 6,891 km de diámetro y su albedo se estima en 0,178. 